# 國際醫療資訊協會
國際醫療資訊協會（International Medical Informatics Association）是世界衞生組織（WHO）認可的非政府組織。促進資訊科學應用在醫療保健於現代社會中，協會在生物科學和醫學領域的應用方面發揮著作用。 它成立於1967年，是國際資訊處理聯合會（IFIP）的技術委員會。 它於1987年成為獨立組織，並於1989年根據瑞士法律成立。

## 組織
2019年8月，因中國拖欠會費，協會主席克里斯托夫·雷蒙（Christoph Lehmann）提案將中國醫藥信息學會（CMIA）除名，經全體成員投票，最終以28票贊成、10票棄權、1票反對通過該提案。
大會同時任命來自台灣的台北醫學大學醫學科技學院院長、萬芳醫院皮膚科主任李友專擔任主席一職，這項提名也順利過關。

## 外部連結
- 國際醫療資訊協會 （页面存档备份，存于）

## 資料來源
1. ↑  拖欠應繳費用 中共被國際醫療協會除名 （页面存档备份，存于） 2019.9.14 大紀元